# Uíge (stad)
Uíge, benämnt Carmona mellan 1955 och 1975, är huvudstad i provinsen med samma namn i Angola.

## Historia
År 1482 upptäckte den portugisiske sjöfararen Diogo Cão Kongoflodens mynning. Några år senare skickades handelsmän och katolska präster till området söder om Kongofloden och etablerade goda förbindelser med Kongorikets kung. Riket omfattade provinserna Kabinda, Zaire, Uíge och landområden norr och söder om dessa.
Vid Berlinkonferensen 1884 delades Afrika mellan de europeiska kolonialmakterna. Förutsättning för besittning av ett landområde var ”effektiv ockupation”. Portugal kontrollerade endast Angolas kustområden, vilket motsvarade 10% av Angola och måste därför ockupera inlandet, bland annat provinsen Uíge.
Portugisiska nybyggare skickades till Uíge och byggde bostäder och palissader vid en marknadsplats där två floder möttes. Vila do Uíge invigdes 1917 och blev ett centrum för kaffeodlingar. 1956 fick Vila do Uíge stadsrättigheter och döptes om till Vila Marechal Carmona för att hedra den avlidne presidenten Óscar Carmona

År 1961 startade det Angolanska självständighetskriget mellan portugisiska styrkor och FNLA (portugisiska Frente Nacional de Libertação de Angola). FNLA, som hade baser i Kongo-Kinshasa gick over gränsen och attackerade portugiser på kaffeodlingarna runt Uíge. Portugal svarade med att bomba byar i provinsen. Kriget pågick till 1974 och följdes av inbördeskrig mellan MPLA och FNLA, UNITA. Portugisiska nybyggare och administratörer lämnade Uíge åren 1974–75.